# Ampilly-les-Bordes
Ampilly-les-Bordes é uma comuna francesa na região administrativa da Borgonha-Franco-Condado, no departamento de Côte-d'Or. Estende-se por uma área de 14,29 km². Em 2010 a comuna tinha 83 habitantes (densidade: 5,8 hab./km²).